# Izolator Motta
Izolator Motta – klasa materiałów, od których zgodnie z konwencjonalnymi teoriami pasmowymi przewodnictwa, oczekuje się przewodzenia prądu elektrycznego ale okazują się być izolatorami (szczególnie w niskich temperaturach). Izolatory te nie są poprawnie opisane przez pasmowe teorie ciał stałych ze względu na ich silne oddziaływania elektron-elektron, które nie są uwzględniane w konwencjonalnej teorii pasmowej. Przejście Motta to przejście od metalu do izolatora, napędzane przez silne interakcje między elektronami. Jednym z najprostszych modeli, które mogą uchwycić przejście Motta, jest model Hubbarda. 

## Historia
Teoria pasmowa ciał stałych dobrze opisuje własności transportowe różnych materiałów w 1937r. Jan Hendrik de Boer i Evert Johannes Willem Verwey wskazali przykłady tlenków metali przejściowych, które mimo przewidywań okazały się być dielektrykami. W pracy w 1937 r. Nevill Mott i Rudolf Peierls pokazali, że niezgodności te mogą zostać wyjaśnione poprzez uwzględnienie w rachunkach oddziaływania elektron-elektron. W 1949 r. N. Mott zaproponował model dla NiO, w którym powstawanie przerwy energetycznej jest związane z istnieniem oprócz całki przeskoku t także energii oddziaływania kulombowskiego U, które przeciwdziała swobodnemu ruchowi elektronów z orbitali 3d. Rachunki przeprowadzane są w modelu ciasnego wiązania. W modelu tym energia przerwy energetycznej {\displaystyle E_{g}} wynosi
{\displaystyle E_{g}=U-2zt,}
gdzie {\displaystyle z} jest liczbą najbliższych sąsiadów.